# Bensenville
Bensenville é uma aldeia localizada no estado americano de Illinois, no Condado de Cook e Condado de DuPage.

## Demografia
Segundo o censo americano de 2000, a sua população era de 20.703 habitantes.
Em 2006, foi estimada uma população de 20.477, um decréscimo de 226 (-1.1%).

## Geografia
De acordo com o United States Census Bureau tem uma área de 15,6 km², dos quais 15,6 km² cobertos por terra e 0,0 km² cobertos por água.

## Localidades na vizinhança
O diagrama seguinte representa as localidades num raio de 8 km ao redor de Bensenville. 